# 青海雪灵芝
青海雪灵芝（学名：Arenaria qinghaiensis）是石竹科无心菜属的植物，是中国的特有植物。分布在中国大陆的青海等地，生长于海拔4,200米的地区，多生于高山草甸，目前尚未由人工引种栽培。